# That's My Boy
That's My Boy är en amerikansk komedifilm från 2012 i regi av Sean Anders, skriven av David Caspe och producerad av Adam Sandler, Jack Giarraputo, Heather Parry och Allen Covert. Huvudrollerna spelas av Sandler själv, Andy Samberg, Leighton Meester och James Caan. Även Vanilla Ice, Tony Orlando, Will Forte, Milo Ventimiglia och Susan Sarandon medverkar i filmen i biroller.
Filmen fick blandade recensioner, där många kritiserade humorn som grov och smaklös, men den har också sin skara fans som gillar den för dess överdrivna komedi.

## Handling
Året är 1984, då den trettonårige mellanstadieeleven Donald "Donny" Berger från Boston har tröttnat på tjejer i sin egen ålder, och istället börjat intressera sig för äldre kvinnor. Han får då upp ögonen för sin otroligt vackra och attraktiva lärarinna Mary McGarricle (även kallad Ms. McGarricle i filmen), och börjar därefter flirta hejvilt med henne. Detta flirtande leder till att Ms. McGarricle ger Donny en hel månads kvarsittning efter skolan, eftersom hon tycker att det hela känns smaklöst och motbjudande av honom. När kvarsittningen sedan har börjat, så ändrar dock Ms. McGarricle helt plötsligt sitt beteende kring Donny, och börjar därefter att förföra honom på ett sexuellt sätt. De två inleder därefter en sexuell kärleksrelation med varandra, som de inledningsvis håller hemlig för allmänheten, i synnerhet för andra elever och lärare på skolan.
En dag blir dock Donny och Ms. McGarricle påkomna med att ha sex med varandra bakom scenen i skolans aula, och trots alla elever och lärares stora chock, så blir Donny snabbt hyllad som en "legendarisk hjälte" på skolan. Vid den efterföljande rättegången av denna minst sagt kontroversiella händelse, så döms Ms. McGarricle, som vid den tidpunkten redan har hunnit bli gravid med sitt och Donnys gemensamma barn, sonen Han Solo Berger (döpt efter en av karaktärerna i Star Wars), till ett trettioårigt fängelsestraff i ett kvinnofängelse i delstaten Massachusetts. Vårdnaden av den ännu ofödde sonen ges därefter till Donnys våldsamma far, för att sedan överlåtas till Donny själv, den dagen då han har fyllt 18 år.
28 år efter att relationen mellan Donny och Ms. McGarricle uppdagades och blev en stor snackis inom tidningar och all annan media, har hans tidigare kändisskap från den så kallade "storhetstiden" bleknat. Donny är en alkoholiserad och pank slöfock, som är skyldig 43 000 dollar i pengar till det amerikanska Skatteverket. Hans och Ms. McGarricles son Han Solo har vuxit upp och bytt namn till Todd Peterson, och vill inte kännas vid det faktum att han är resultatet av en strängt förbjuden elev- och lärarrelation. Sonen har också klippt i stort sett alla band med far, och har sedan dess klarat sig själv på egen hand, sedan han fyllde 18 år. Todd har utöver detta även blivit en framgångsrik affärsman, och ska gifta sig med sin fästmö, Jamie Martin, vid sin chef Steve Spirous hus på halvön Cape Cod.
Under tiden så erbjuder en TV-producent vid namn Randall Morgan, som arbetade med Donny under hans "storhetstid" som kändis, honom 50 000 dollar (7 000 dollar mer än det han är skyldig till Skatteverket), ifall han lyckas organisera en återförening mellan sonen Todd och modern Mary (Ms. McGarricle) i fängelset där hon sitter fängslad för sitt tidigare brott. När Donny får reda på att sonen har bytt namn och ska gifta sig, så ser han sin stora chans, sätter sig i bilen, och kör raka vägen bort till Cape Cod. När Donny anländer låtsas Todd, som inte hade förväntat besök överhuvudtaget, att fadern är en gammal barndomsvän för att slippa få misstankar mot sig. för att slippa få misstankar mot sig. Donny blir uppskattad av bröllopets gäster, vilket irriterar Todd. Till en början vägrar Todd ställa upp på mötet mellan honom och modern, men låter sig sedan övertalas. I fängelset dyker Randall Morgan och hans TV-team upp på platsen för att filma hela återföreningen, vilket gör att Todd arg och han bestämmer sig för att lämna fängelset, utan att skriva på ett friskrivningsformulär.
Samtidigt som Todd och Jamies vigsel närmar sig, får Donny reda på att fästmön har en kärleksaffär med Todds chef Steve, samt med sin egen bror, en soldat vid namn Chad. Strax efter att Jamies otrohet avslöjats, ber hon Donny hålla tyst, genom att betala honom 50 000 dollar. Trots detta känner Donny en skyldighet till att berätta sanningen och bestämmer sig för att avbryta vigseln. Väl på plats så avslöjar han sin biologiska koppling till Todd och kräver samtidigt att Jamie berättar sanningen om sin otrohet med Steve och sin incestrelation med brodern Chad. Efter att Todd har fått reda på sanningen om Jamie bestämmer han sig för att göra slut med henne och slutligen acceptera Donny som sin far. Han säger också upp sig från sitt jobb som affärsman och tar tillbaka det födelsenamn som hans föräldrar tidigare har gett honom, nämligen Han Solo Berger.
En tid senare börjar Han Solo att dejta en strippklubbsbartender vid namn Brie och erbjuder samtidigt Donny att ta emot en viss summa pengar. Men Donny avböjer erbjudandet och säger att han måste ta ansvar för sina handlingar. I samma veva som Donny förbereder sig på att hamna i fängelse och återuppväcka sitt tidigare förhållande med Ms. McGarricle (Mary), så vinner han ett vad som han tidigare har deltagit i angående ett maratonlopp, och vinner 160 000 dollar, vilket avslutningsvis gör att personerna på Skatteverket till slut blir nöjda och glada.

## Rollista
| Adam Sandler/Justin Weaver        | – Donny Berger                                    |
| Andy Samberg                      | – Han Solo Berger/Todd Peterson                   |
| Leighton Meester                  | – Jamie Martin                                    |
| Vanilla Ice                       | – Sig själv, i filmen även kallad "Farbror Vanny" |
| James Caan                        | – Fader McNally                                   |
| Milo Ventimiglia                  | – Chad Martin                                     |
| Blake Clark                       | – Gerald                                          |
| Meagen Fay                        | – Helen                                           |
| Tony Orlando                      | – Steve Spirou                                    |
| Will Forte                        | – Phil                                            |
| Rachel Dratch                     | – Phils fru                                       |
| Nick Swardson                     | – Kenny                                           |
| Peggy Stewart                     | – Farmor Delores                                  |
| Luenell                           | – Champale                                        |
| Ciara                             | – Brie                                            |
| Ana Gasteyer                      | – Mrs. Ravensdale                                 |
| Susan Sarandon/Eva Amurri Martino | – Mary McGarricle                                 |
| Todd Bridges                      | – Sig själv                                       |
| Dan Patrick                       | – Randall Morgan                                  |
| Rex Ryan                          | – Jim Nance                                       |
| Jackie Sandler                    | – Massös                                          |
| Erin Andrews                      | – Randall Morgans receptionist                    |
| Peter Dante                       | – Dante Spirou                                    |
| Alan Thicke                       | – TV-versionen Donnys far                         |
| Ian Ziering                       | – TV-versionen Donny                              |
| Colin Quinn                       | – Strippklubbs-DJ                                 |
| Baron Davis                       | – Gymtränare                                      |
| Dennis Dugan                      | – Skolvaktmästare                                 |